# Geldeston
Geldeston – wieś w Anglii, w hrabstwie Norfolk, w dystrykcie South Norfolk. Leży 24 km na południowy wschód od Norwich i 156 km na północny wschód od Londynu.
Miejscowość liczy 398 mieszkańców.